# Serhij Zadorożny
Serhij Mychajłowycz Zadorożny, ukr. Сергій Михайлович Задорожний (ur. 20 lutego 1976 w Nowoazowsku w obwodzie donieckim, Ukraińska SRR) – ukraiński piłkarz grający na pozycji obrońcy, reprezentant Ukrainy, trener piłkarski.

## Kariera piłkarska

### Kariera klubowa
Rozpoczynał grać w piłkę nożną w klubie Dnipro Dniepropetrowsk. Potem po występach w latach 1996-1998 w zespołach Kremiń Krzemieńczuk i Torpedo Zaporoże powrócił do Dnipra. W 2003 przeszedł do Krywbasa Krzywy Róg. Następnie bronił barw klubów Zoria Ługańsk i Zakarpattia Użhorod. Zakończył karierę piłkarską w FK Ołeksandrija.

## Kariera reprezentacyjna
15 sierpnia 2001 roku debiutował w narodowej reprezentacji Ukrainy w wygranym 1:0 meczu towarzyskim z Łotwą. Łącznie rozegrał 6 gier reprezentacyjnych.

## Kariera trenerska
We wrześniu 2009 otrzymał propozycję pracy na stanowisku głównego trenera Stali Dnieprodzierżyńsk, w której pracował do sierpnia 2010 roku. 10 maja 2017 został mianowany na stanowisko głównego trenera Nywy Tarnopol, z którą pracował do 16 kwietnia 2018.

## Sukcesy i odznaczenia

### Sukcesy klubowe
- brązowy medalista Mistrzostw Ukrainy: 1995, 2001
- finalista Pucharu Ukrainy: 1995

### Odznaczenia
- Medal "Za pracę i zwycięstwo": 2006[4]